# Randolf Rausch

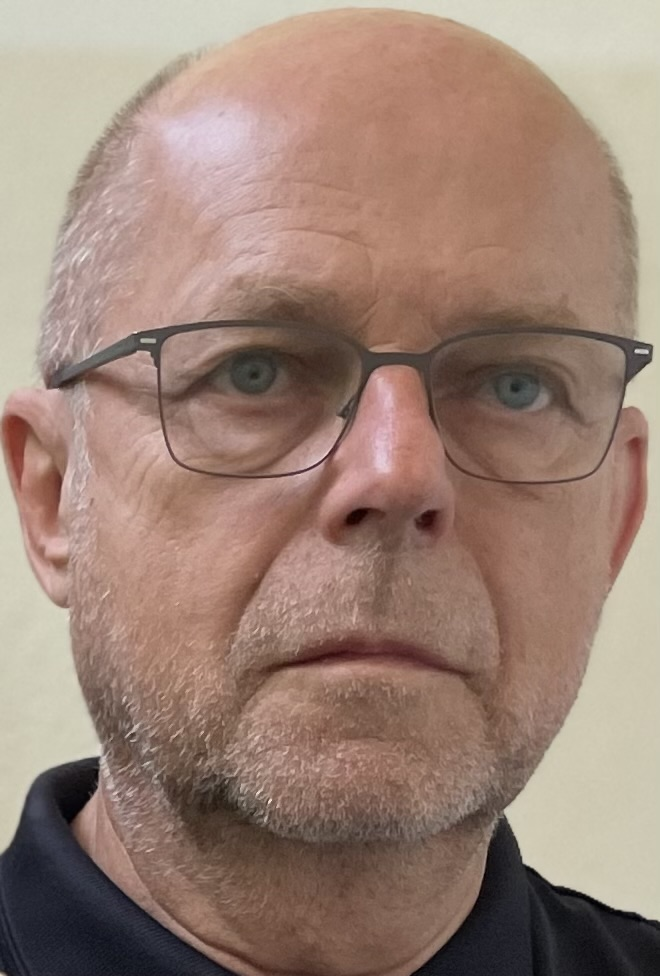
Randolf Rausch

Randolf Rausch (* 29. Juli 1950 in Crailsheim) ist ein deutscher Geologe, der sich insbesondere mit Hydrogeologie befasst.

## Leben
Randolf Rausch ging in Rot am See, Crailsheim und Korntal (Internat: Großes Schülerheim) zur Schule. 1969 legte er das Abitur am Gymnasium Korntal-Münchingen ab. Danach studierte er Geologie u. a. bei  Hans Georg Wunderlich an der Universität Stuttgart und dann an der Eberhard Karls Universität Tübingen, wo er 1982 bei Gerhard Einsele promoviert wurde.
Nach dem Studium arbeitete er zunächst bei den Niedermeyer Instituten, ab 1983 in der Abteilung Hydrogeologie des Landesamtes für Geologie, Rohstoffe und Bergbau Baden-Württemberg. Dort war er im Wesentlichen in der Gebietsbearbeitung, der hydrogeologischen Kartierung, der EDV und der Grundwassermodellierung tätig. Von 2003 bis 2004 war er im Auftrag der Bundesanstalt für Geowissenschaften und Rohstoffe (BGR) in Jordanien. Im Rahmen der technischen Zusammenarbeit leitete er das Projekt „Groundwater Resources Management“ am Ministry of Water & Irrigation. Von 2004 bis 2014 war er für die Gesellschaft für Internationale Zusammenarbeit (GIZ) in Saudi-Arabien. Er war dort fachwissenschaftlicher Direktor der Wasser- und Grundwasserstudien, welche die GIZ zusammen mit Dornier Consulting für das Königreich durchführten. Schwerpunkt der Arbeiten war die Erkundung der Grundwasservorkommen auf der Arabischen Plattform. Seit 2008 ist Rausch an der Technischen Universität Darmstadt in Forschung und Lehre tätig.
Frühzeitig hat Rausch die Möglichkeiten der elektronischen Datenverarbeitung in den Geowissenschaften – insbesondere im Bereich der Grundwasserströmungs- und Transportmodellierung – erkannt und in die Praxis umgesetzt. Neben einer Vielzahl von Publikationen und Lehrveranstaltungen im In- und Ausland, die er zum Teil im Auftrag der Carl-Duisberg-Gesellschaft (CDG), der Internationalen Weiterbildung und Entwicklung gGmbH (InWEnt) und der Universität Bremen durchführte, hat er mehrere Lehrbücher zum Thema Grundwassermodellierung verfasst sowie an der Entwicklung von Programmen zur Grundwassermodellierung mitgewirkt. Seit 2003 ist das Thema „Hydrogeologie arider Gebiete“ ein weiterer Schwerpunkt seiner Forschungsaktivitäten.
Von 1996 bis 2005 war er Lehrbeauftragter im Rahmen der Sommer-Universität Hydrogeologie-Umweltgeologie an der Universität Bremen, von 1996 bis 1997 Gastprofessor an der Universität Padua, von 2003 bis 2004 Gastprofessor an der University of Jordan und von 2015 bis 2020 Gastprofessor an der Hochschule für Forstwirtschaft Rottenburg. 2008 wurde er von der Technischen Universität Darmstadt zum Honorarprofessor ernannt. Von 2010 bis 2020 war er Sprecher des FH-DGGV Arbeitskreises „Hydrogeologie arider Gebiete“.

## Ehrungen und Auszeichnungen
- 1990 erhielt er den Deutschen Hochschul-Software-Preis für das  Simulationsprogramm „ASM (Aquifer Simulation Model)“ im Fachbereich Bauingenieurwesen von der Akademischen Software Kooperation (ASK).
- 2009 wurde er mit der Abraham-Gottlob-Werner-Medaille der Deutschen Gesellschaft für Geowissenschaften (DGG) für seine Verdienste auf dem Gebiet der Hydrogeologie ausgezeichnet.
- 2013 wurde ihm die Wirtschaftsmedaille des Landes Baden-Württemberg für herausragende Verdienste um die Wirtschaft verliehen.
- 2020 Ehrenmitglied der Fachsektion Hydrogeologie in der DGGV.

## Schriften
- Wasserhaushalt, Feststoff- und Lösungsaustrag im Einzugsgebiet der Aich. Dissertation Universität Tübingen 1982.
- Grundwassermodellierung – Eine Einführung mit Übungen. Mit W. Kinzelbach. Gebrüder Borntraeger, Berlin, Stuttgart 1995, ISBN 3-443-01032-6.
- Hydrogeologische Karte von Baden-Württemberg – Heilbronner Mulde. Mit T. Simon, F.D. Swoboda, V. Kolokotronis. Geol. Landesamt Baden-Württemberg, Freiburg i. Br. 1995.
- Altlastenhandbuch des Landes Niedersachsen – Materialien Band – Berechnungsverfahren und Modelle. Mit W. Kinzelbach, A. Voss, J.-P. Sauty, W.H. Chiang. Springer, Berlin, Heidelberg, New York 1996, ISBN 3-540-60755-2.
- Aquifer Simulation Model for Windows – Groundwater flow and transport modeling, an integrated program. Mit W. Kinzelbach, W.H. Chiang. Gebrüder Borntraeger, Berlin, Stuttgart 1998, ISBN 3-443-01039-3.
- Einführung in die Transportmodellierung im Grundwasser. Mit W. Schäfer, Ch. Wagner. Gebrüder Borntraeger, Berlin, Stuttgart 2002, ISBN 3-443-01048-2.
- Fortschreibung hydrogeologische Karte und regionales Grundwassermodell Heilbronner Mulde: Grundlagen für wasserwirtschaftliche Entscheidungen. Mit T. Gudera, U. Lang. Hrsg. von der Landesanstalt für Umweltschutz Baden-Württemberg und dem Landesamt für Geologie, Rohstoffe und Bergbau Baden-Württemberg, Karlsruhe 2002.
- Transport von Wasserinhaltsstoffen – Kapitel 6.  Mit F. Enzmann in Langguth, H.R. & Voigt, R: Hydrogeologische Methoden, 2. Auflage, Springer, Berlin, Heidelberg, New York 2004, ISBN 3-540-21126-8.
- Solute Transport Modelling – An Introduction to Models and Solution Strategies. Mit W. Schäfer, R. Therrien, Ch. Wagner. Gebrüder Borntraeger, Berlin Stuttgart 2005, ISBN 3-443-01055-5.
- Hydrogeology of Arid Environments. Als Herausgeber mit C. Schüth, T. Himmelsbach. Borntraeger Science Publishers, Berlin Stuttgart 2012, ISBN 978-3-443-01070-6.